# 高橋良吉
高橋 良吉（たかはし りょうきち、1976年3月16日 - ）は、日本の男性声優。福島県出身。

## 人物
以前は81プロデュースに所属していた。
声種はテノール。
趣味・特技は手品、アクション。

## 出演
太字はメインキャラクター。

### テレビアニメ
1999年
- KAIKANフレーズ（司会者、若い男、クラスメート）
- 装甲救助部隊レストル（エンジニア、管制官）

2000年
- グラビテーション（不良A、レポーターたち）
- ゾイド -ZOIDS-（パイロット）
- とっとこハム太郎（アナウンス、駅員、八百屋さん）

2001年
- シャーマンキング（手下、特攻服1）
- だぁ!だぁ!だぁ!（配達員）
- はじめの一歩（生徒）
- パラッパラッパー（スターター）
- HELLSING（陸軍兵士）
- 魔法戦士リウイ（男C、骸骨の戦士、傭兵A、手品師カニバル、親方、兵D）

2002年
- 藍より青し（池田）
- 朝霧の巫女（男子生徒B）
- 王ドロボウJING
- 十二国記（役人）
- デュエル・マスターズ（デュエリスト5）
- ポケットモンスター サイドストーリー（2002年 - 2003年、村人、不良少年、男）
- 陸上防衛隊まおちゃん（隊員A、陸の隊員A、防衛隊員A）

2003年
- R.O.D -THE TV-（店主C）
- おもいっきり科学アドベンチャー そーなんだ!（2003年 - 2004年、バビ族、人々）
- GAD GUARD（チンピラ）
- 君が望む永遠（医師、コック）
- 住めば都のコスモス荘 すっとこ大戦ドッコイダー
- D.C. 〜ダ・カーポ〜（生徒、司会者、宅配屋）
- DEAR BOYS（大下）
- 鋼の錬金術師（2003年 - 2004年、男3、傭兵、町人）
- フルメタル・パニック? ふもっふ（ヤンキーB）
- 冒険遊記プラスターワールド（シャンタ族）
- ポケットモンスター アドバンスジェネレーション（2003年 - 2005年、男、マグマ団員、アクア団、ガードマン、駅員B）
- まぶらほ（男）

2004年
- アガサ・クリスティーの名探偵ポワロとマープル（刑事B）
- 頭文字D シリーズ（2004年 - 2012年、メカニック、ギャラリー、宮口） - 2シリーズ
- 恋風（男性客）
- 砂ぼうず（住人、兵士）
- マシュマロ通信（黒2004服、ガードマン）
- 美鳥の日々（不良5、不良2）
- モンキーターン（庄野選手、競技委員長、司会、店員、選手 他） - 2シリーズ
- ローゼンメイデン（宅配便）

2005年
- ああっ女神さまっ（ロボット、男子生徒）
- ガラスの仮面（浅見、兼平良介、浅見、江口審査員、太田、演出家 鈴木 他）
- ゾイドジェネシス（村人）
- まじかるカナン（チンピラ）
- 雪の女王（亭主）

2006年
- 銀魂（2006年 - 2007年、警官、整備員）
- シルクロード少年 ユート（天照）

2007年
- Venus Versus Virus（ヴァライアス）
- D.Gray-man（従業員）

2009年
- CANAAN（取巻きA、アンブルームB）
- とある科学の超電磁砲（2009年 - 2010年、不良、車上荒らし、手下A、見物客）
- バスカッシュ!（シルル、ギャル、審判、男、記者、ファン、秘書、軍人、警備兵）
- 初恋限定。（グラサン君）
- よくわかる現代魔法（窃盗犯）

2010年
- 裏切りは僕の名前を知っている（人形B）
- オオカミさんと七人の仲間たち（不良、不良A、チンピラB）
- おとめ妖怪 ざくろ（出店の親父、神官、神官A）

2011年
- 快盗天使ツインエンジェル〜キュンキュン☆ときめきパラダイス!!〜（鹿男、警備員A、PTA会長）
- 神様のメモ帳（組員C、組員D、やくざ(2)）
- セイクリッドセブン（兵士2、ラーメン屋店主）
- 花咲くいろは（駅アナウンス、タクシーの運転手）
- 緋弾のアリア（コメンテーターA、男子生徒C）
- ベン・トー（坊主、狼A）

2012年
- AKB0048（2012年 - 2013年、教師、船員A、見張り、兵士、観客B 他） - 2シリーズ
- カンピオーネ! 〜まつろわぬ神々と神殺しの魔王〜（紫の騎士）
- じょしらく（ポン引き）
- TARI TARI（長岡）
- トータル・イクリプス（TVニュースキャスター）
- 輪廻のラグランジェ（船橋泰造、野尻敏春）

2013年
- 有頂天家族（2013年 - 2017年、大黒） - 2シリーズ
- Super Seisyun Brothers -超青春姉弟s-（外国人マッチョ、教授、男子生徒、男子高校生）
- 翠星のガルガンティア（マロッキ）
- 凪のあすから（2013年 - 2014年、芸人B、青年会D、漁協組合員）
- はたらく魔王さま！（神官、猿まわし）
- 機巧少女は傷つかない（黒子A）

2014年
- 白銀の意思 アルジェヴォルン（将軍、トロールス）
- ノーゲーム・ノーライフ（民衆、貴族）
- ノブナガ・ザ・フール（タケダの間者、家臣D）

2015年
- アルスラーン戦記（奴隷商人）
- 純潔のマリア（兵士）
- 探偵歌劇ミルキィホームズTD（黒服A）

2016年
- 斉木楠雄のΨ難（編集者B）

### 劇場アニメ
- 劇場版ポケットモンスター アドバンスジェネレーション 七夜の願い星 ジラーチ（2003年、ポケモンたち）
- 劇場版ポケットモンスター アドバンスジェネレーション 裂空の訪問者 デオキシス（2004年、カメックス）
- セイクリッドセブン 銀月の翼（2012年、研究員）
- コードギアス 亡国のアキト 第1章「翼竜は舞い降りた」（2012年、EU軍兵士）
- コードギアス 亡国のアキト 第3章「輝くもの天より堕つ」（2015年、人形屋の店主）

### OVA
- 菜々子解体診書（1999年、兵士）
- マリンとヤマト 不思議な日曜日（2001年、おまわりさん）
- テイルズ オブ シンフォニア THE ANIMATION（2010年 - 2011年、イガグリ、シルヴァラント兵B） - 2シリーズ[一覧 1]
- 翠星のガルガンティア（2013年、船団員）※Blu-ray BOX 3収録OVA

### ゲーム
- ユーディーのアトリエ 〜グラムナートの錬金術士〜（2002年、パルク・スティフェル[7]）
- 幕末恋華 新選組（2004年、伊東甲子太郎）
- VALHALLA KNIGHTS -ヴァルハラ ナイツ-（2006年、ドワーフ 男）
- ユーディーのアトリエ 〜グラムナートの錬金術士〜 囚われの守人（2010年、パルク・スティフェル）
- ラストストーリー（2011年、ケンスー）

### ドラマCD
- Weiß kreuz Glühen Fighe Fire With Fire（ヤクザ1）
- きみには勝てない!（生徒B）
- GetBackers-奪還屋-（南敏也）

### 吹き替え

#### 映画
- ライブ・フロム・バグダッド 湾岸戦争最前線

#### アニメ
- 春のメリー（ヘリソン）
- ミュータント タートルズ（ナンパエイリアン）

### シリーズ一覧
1. ↑  第2期『テセアラ編』（2010年）、第3期『世界統合編』（2011年）